# レ・ポン＝ド＝セ
レ・ポン＝ド＝セ （Les Ponts-de-Cé）は、フランス、ペイ・ド・ラ・ロワール地域圏、メーヌ＝エ＝ロワール県のコミューン。

## 地理

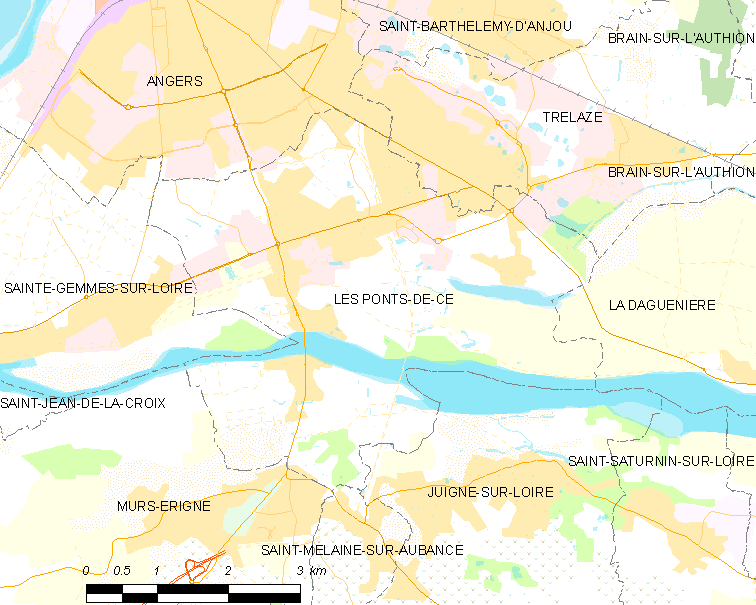
レ・ポン＝ド＝セの位置

アンジューのコミューンで、ロワール川が横切る。アンジェを取り巻く人口集塊の南側にあたる。

## 由来
言い伝えによれば、ガリア人の攻撃は、作業していた彫刻家を遠ざけることになった。それによって、カエサル（フランス語でCésar）の最後の音節が刻まれなかったという。このようにコミューン名の接尾辞について説明されている。
古い名前が以下のように残っている。Castro-Seio （889年）、Pon Sigei  （1009年）、In Saiaco （1036年）、Saiacus （1090年）、Seium （1104年）、Pons Sagei （1115年）、Pons Sagii （1148年） Pons Saeii （1291年）、Le Pont de Sae （1293年）、Les Ponts de Sée （1529年）、Les Ponts de Cé（1793年）、Pont-de-Cé（1801年）、その後Les Ponts-de-Céとなった。

## 歴史
869年、シャルル2世は、ロワール川を上り侵攻してくるヴァイキングに対抗するため、レ・ポン＝ド＝セに要塞橋を築いた。同様の橋の例として、ウール川のポン・ド・ラルシュ、マルヌ川のトリルバルドゥがある。
15世紀、ルイ11世は、この地がアンジュー領内にあったにもかかわらず、しばしばレ・ポン＝ド＝セに滞在した。確かにその時代、ブルターニュ公フランソワ2世は、公国の独立を維持するため、ブルゴーニュ公シャルル豪胆公を含むフランス王の敵と同盟していた。王にとって、ポン＝ド＝セの城は、ブルターニュとの間の人の動きを管理できる理想的な場所だった。この目的のため、1472年8月29日に彼は到着した。7月7日、アンスニを、7月21日にプアンセを、国境の町を占領され、フランソワ2世は王国を攻撃する意図を捨てなければならなかった。
1620年8月7日にも、レ・ポン＝ド＝セの戦いが起きている。ルイ13世の支持者と、王太后マリー・ド・メディシスの支持者が衝突したものである。当時、親政を開始してから3年が経過していたが、王太后が再び権力を取り戻そうとしていた。同盟者の一部が離脱したため、王太后軍は戦う前にすぐに指揮できなくなってしまった。

## 人口統計
| 1962年 | 1968年 | 1975年 | 1982年 | 1990年 | 1999年 | 2008年 | 2013年 |
| ------ | ------ | ------ | ------ | ------ | ------ | ------ | ------ |
| 5911   | 7175   | 9589   | 10739  | 11032  | 11387  | 11434  | 12112  |

参照元:1962年から1999年まで人口の2倍カウントなし。1999年までEHESS/Cassini、2004年以降INSEE

## ギャラリー

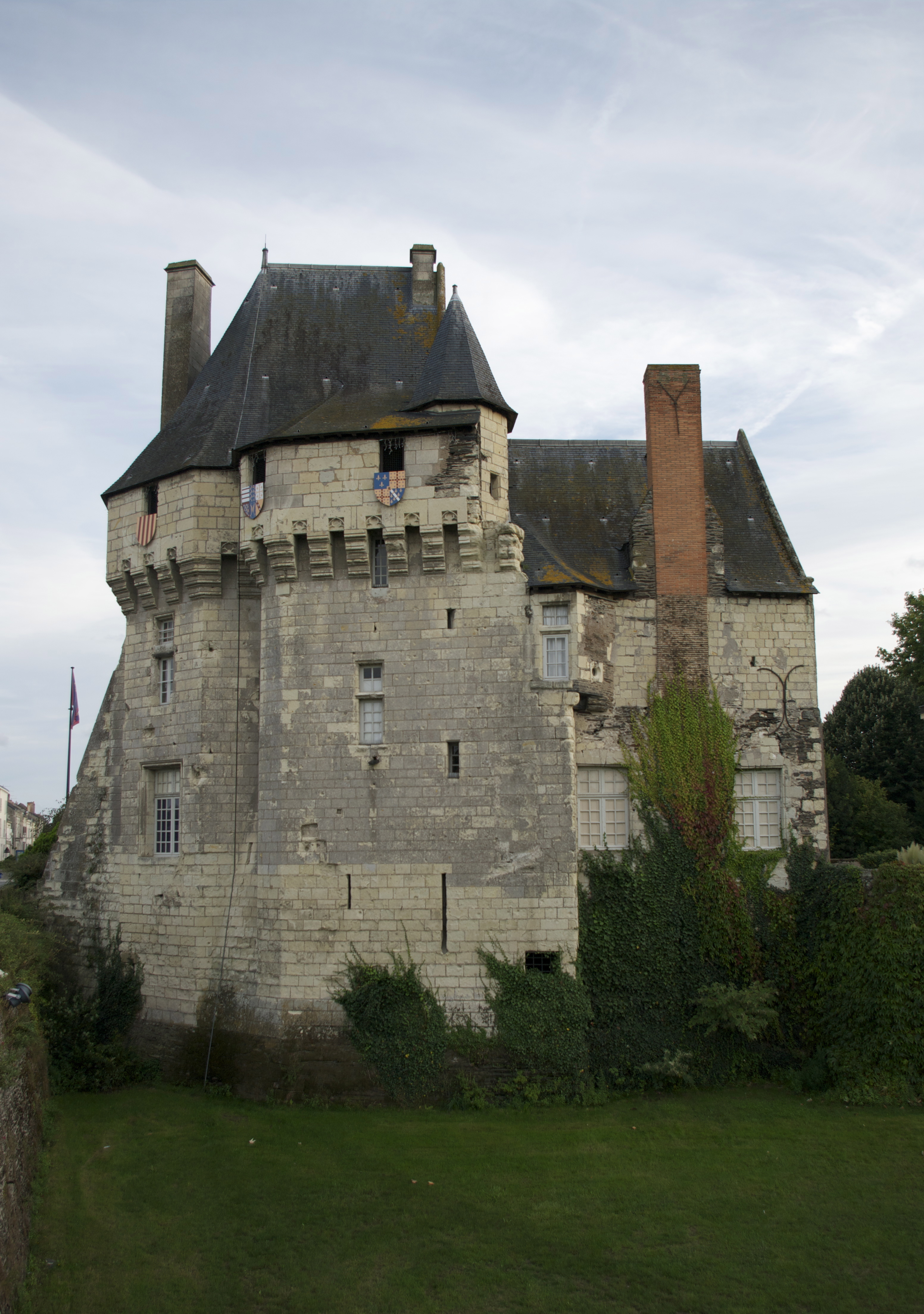
レ・ポン＝ド＝セ城
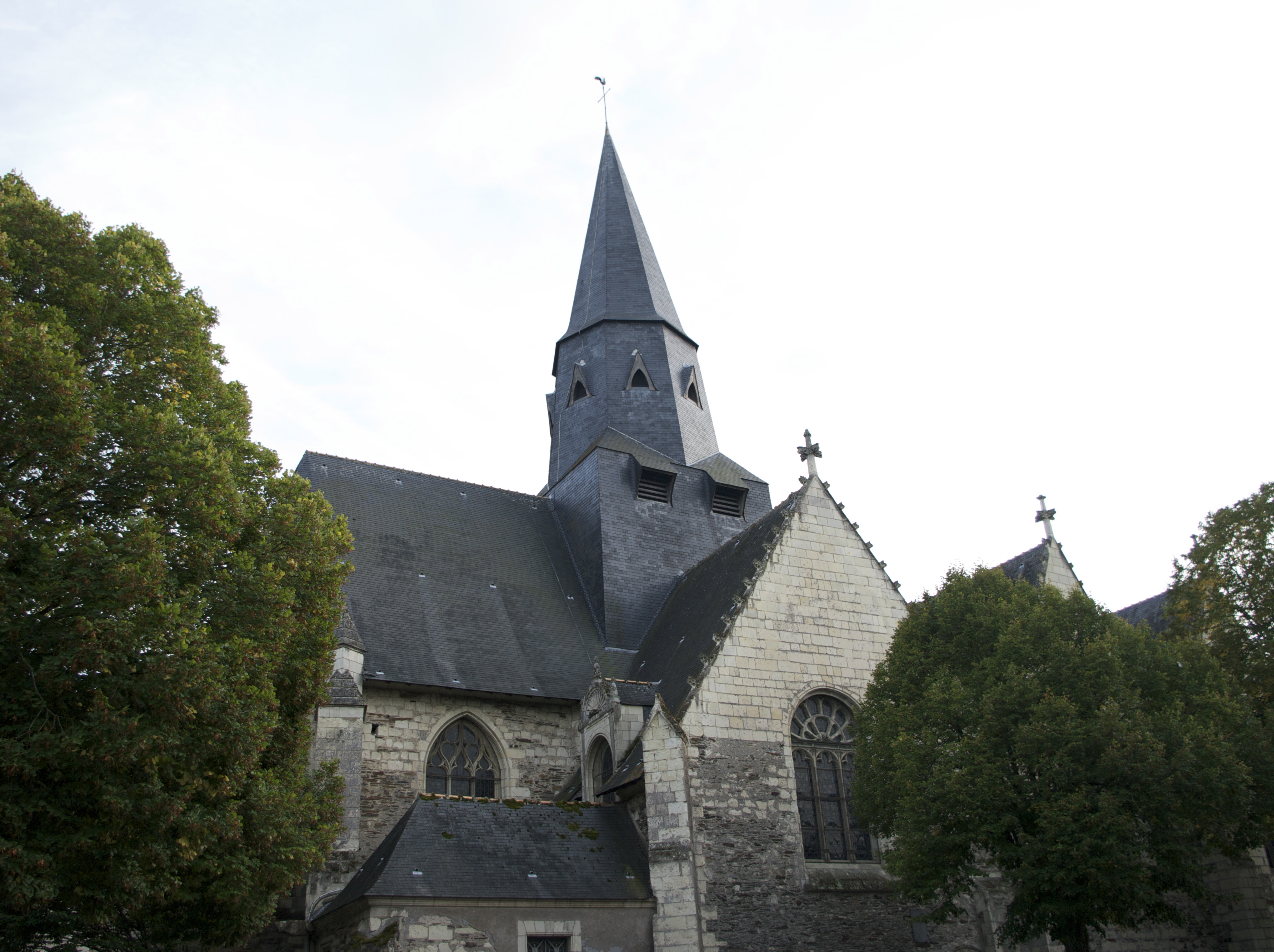
サントーバン教会